# Klaus-Michael Machens
Klaus-Michael Machens (* 19. November 1946 in Hildesheim) ist ein niedersächsischer Politiker (CDU) und war Geschäftsführer des hannoverschen Zoos.

## Leben
Machens absolvierte ein Studium der Rechtswissenschaften in Göttingen. Er war von 1974 bis 1978 niedersächsischer Landesvorsitzender der Jungen Union und von 1978 bis 1982 Abgeordneter des Niedersächsischen Landtages. Von 1981 bis 1982 arbeitete er als Rechtsanwalt in Hildesheim. Es folgte eine Zeit als Referent des Verwaltungsdirektors des NDR Hamburg und als stellvertretender Verbandsdirektor des Kommunalverbands Großraum Hannover, bis er schließlich 1994 das Amt des Geschäftsführers der Zoo Hannover GmbH antrat.
Als Machens dieses Amt übernahm, steckte der Zoo Hannover in einer Krise. Unter seiner Federführung untersuchte 1995 ein interdisziplinäres Planungsteam Stärken und Schwächen des Zoos. Zoofachleute, Architekten und Freizeitforscher entwickelten in enger Kooperation das Konzept Zoo 2000, mit dem sich der Zoo  am Ideenwettbewerb der Weltausstellung Expo 2000 beteiligte. 1996 wurde der Zoo als „Projekt Expo 2000“ offiziell anerkannt, zunächst aber vor allem in Fachkreisen misstrauisch beäugt. Das Konzept wurde nach der Methodik Design Thinking erstellt.

„Machens hat - in Vollzeit gerechnet - fast 250 neue Arbeitsplätze geschaffen und die Besucherpreise mehr als verdreifacht. Obwohl Hannovers Zoo mit 23 Euro Eintritt für Erwachsene der teuerste Deutschlands ist, kommen doppelt so viele Gäste wie 1994. Der Tierpark verkauft fast 20-mal mehr Jahreskarten, nämlich mehr als 100.000 Stück, und die Eintrittserlöse stiegen um 555 Prozent.“

Die Absicht des damaligen Regionspräsidenten der Region Hannover Hauke Jagau, den Vertrag von Machens wegen politischer Differenzen nicht verlängern zu wollen, sorgt seit Januar 2011 für kontroverse Diskussionen. Machens drohte mit Klage wegen Altersdiskriminierung. Die Auseinandersetzungen gipfelten im März in seiner fristlosen Entlassung, gegen die Machens im April Klage erhob. Zuvor hatte die Staatsanwaltschaft Hannover aus strafrechtlicher Sicht keine Anhaltspunkte für ein pflichtwidriges Verhalten von Klaus-Michael Machens ausmachen können, eine Einschätzung, die im Juli 2011 letztinstanzlich bestätigt wurde. Im Februar 2012 entschied das Landgericht Hannover, dass Machens' Kündigung rechtswidrig war und sprach ihm eine Abfindung zu.
Klaus-Michael Machens machte sich im Herbst 2011 als Berater selbständig.
Machens ist der Bruder des früheren Hildesheimer Oberbürgermeisters Kurt Machens.